# Tanagra (Filmstudio)
Tanagra (russisch Танагра) war ein Filmstudio in Sankt Petersburg von 1911 bis 1914. Es stellte als einziges in dieser Zeit russisch-deutsche Koproduktionenen her.

## Geschichte
Vorgeschichte
Nach 1900 betrieb Arnold Bystrizki in St. Petersburg das erfolgreiche Kino Messter-Teatr am Newski Prospekt 65. In diesem zeigte er auch deutsche Filme, unter anderem nach dem stereoskopischen Verfahren von Oskar Messter (Messter-Film). Danach weitete er seine Filmvorführungen auf das nordwestliche Russland aus.
Filmstudio Tanagra
Im Winter 1911 gründete Arnolds Bruder Michail Bystritzki das Filmunternehmen Tanagra am Newski Prospekt 78, das zunächst den Vertrieb von Filmen, auch aus Deutschland, organisierte. Seit 1912 produzierte es auch eigene Filme. Ab 1913 gab es eine Zusammenarbeit mit dem Berliner Filmstudio Deutsche Bioscop GmbH, mit dem einige gemeinsame Filme produziert wurden. Gedreht wurde auch in Berlin, als deutscher Regisseur wirkte der junge Georg Jacoby mit (der später über 200 Filme drehte). Die Uraufführungen fanden zeitgleich in St. Petersburg und Berlin statt. Einige dieser Filme erfuhren eine gute Resonanz beim deutschen Publikum. Ab 1913 oder 1914 wurde außerdem ein luxuriöses Kino am Newski Prospekt 48 betrieben (wahrscheinlich das bisherige Soleil, vorher The Royal Star).
Auflösung
Nach Beginn des Ersten Weltkriegs wurden beide Brüder in Russland zeitweise interniert, spätestens nach den ausländerfeindlichen Ausschreitungen im Frühjahr 1915 wurden deren Unternehmen geschlossen. Seit diesem Jahr lebte Arthur Bystritzki in Berlin.

## Filme
Es sind etwa zehn Filme aus den Jahren von 1912 bis 1914 bekannt. Die Hauptrollen spielten meist Elena Smirnowa, Primaballerina am Marijnski Theater, und der bekannte Schauspieler Konstantin Warlamow. 
- Die Katzenbaronin, RUS, 1912[7]
- Der Seelenverkäufer, RUS 1913
- Глаза боядерки / Die Augen der Bajadere, RUS/USA/D 1913, Regie Georg Jacoby
- Роман русской балерины / Die Prima Ballerina (Die Primaballerina), D/RU, 1913, Regie Arnold Bystrizki, Georg Jacoby, mit Elena Smirnowa und Hugo Flink
- Когда серце должно замолчать / Anita Iversen, RUS/F/USA,  1913, Regie Arnold Bystrizki, Georg Jacoby[8]
- В руках сластолюбца / Das Geheimnis der schwarzen Maske, RUS/USA/D 1913, Regie Arnold Bystrizki, Georg Jacoby, gedreht in Berlin[9]
- Берегись любви моей / Zigeunerblut, RUS 1914, Regie Arnold Bystrizki, Georg Jacoby, Liebesgeschichte zwischen einer Zigeunerin und einem Grafen in Ungarn[10][11]
- Где Матильда? (Where is Mathilda?), 1914, Regie Arnold Bystrizki, Georg Jacoby
- Победа любви / Der Sieg der Liebe, RUS 1914